# Monteroni d'Arbia
Monteroni d'Arbia es una comuna (municipio) de la Provincia de Siena en la región italiana de la Toscana, localizada a unos 60 km al sur de Florencia y a 13 km al sudeste de Siena, en una zona conocida como Crete Senesi. Recibe su nombre del torrente Arbia, afluente del río Ombrone.

## Principales atracciones
- La piève (iglesia rural medieval con batisterio) de San Juan el Bautista en Corsano, construida antes de 1031, de estilo románico lombardo, con relieves de Alessandro Casolari.
- Iglesia de Santiago y San Cristóbal, en Cuna, con restos de frescos del siglo XIV.
- Molino mediceo fortificado donde tienen lugar diversos eventos culturales, en especial los relacionados con el Festival de Jazz de Siena

## Evolución demográfica
| Gráfica de evolución demográfica de Monteroni d'Arbia entre 1861 y 2001 |
|                                                                         |
| Fuente ISTAT - elaboración gráfica de Wikipedia                         |

## Personas destacadas
- Cesare Maccari -vivió en la aldea de Quinciano

•Giuseppe Fiorentini Conde del castillo de San Fabiano

## Hermanamientos
- Bir Lehlu, Sáhara Occidental
- Le Crès, Francia